# Rollie Free
Roland „Rollie“ Free (* 11. November 1900 in Chicago; † 11. Oktober 1984 in Los Angeles) war ein US-amerikanischer Motorradrennfahrer.
Er wurde bekannt für seinen damaligen US-amerikanischen Motorrad-Geschwindigkeitsrekord 1948 auf den Bonneville Salt Flats in Utah. Dabei erreichte er, nur in Badekleidung flach auf einer Vincent liegend, eine Geschwindigkeit von 150,313 mph (241,905 km/h). Die Geschwindigkeit war vergleichbar mit dem Motorrad-Weltrekord von 150,74 mph (242,59 km/h), der 1930 in Irland von Joseph S. Wright erzielt worden war, zwischenzeitlich aber außerhalb der USA übertroffen wurde.
Rollie Free wurde 1998 postum in die 1990 gegründete Motorcycle Hall of Fame aufgenommen.